# 우에노 노부히로
우에노 노부히로(일본어: 上野 展裕, 1965년 8월 26일 ~ )는 일본의 전 축구 선수이다.

## 구단 경력
1988년 일본 사커 리그의 전일본공수에 입단하였다. 1991년 마쓰다(산프레체 히로시마)로 이적했다. 1994년후 현역 은퇴.

## 국가대표팀 경력
그는 1988년 AFC 아시안컵에 참가할 일본 국가대표 B팀에 발탁되었다.

## 지도자 경력
2009년부터 2011년까지 츠바이겐 가나자와에서 감독을 맡았다. 2014년부터 2017년까지 레노파 야마구치 FC에서 감독을 맡았다.